# CJ・アダムス
CJ・アダムス（CJ Adams,  2000年4月6日 - ）は、アメリカ合衆国の子役である。

## 来歴
2000年、ロードアイランド州に生まれる。父親のマット・アダムスはゴルフ雑誌の記者およびラジオ番組のコメンテーターをしている。2007年にスティーヴ・カレルとジュリエット・ビノシュが共演した恋愛コメディ映画『40オトコの恋愛事情』で子役デビュー。
2012年にはジェニファー・ガーナーとジョエル・エドガートン共演のファンタジー映画『ティモシーの小さな奇跡』へ出演し、物語のキーパーソンとなるティモシーを演じた。同作品での演技は高い評価を受け、2013年のヤング・アーティスト・アワードの10歳未満の優秀部門で最優秀賞を受賞した。2014年には日本の怪獣映画のリメイク『GODZILLA ゴジラ』へ出演し、アーロン・テイラー＝ジョンソン演じる主人公の幼少期を演じている。

## 出演作品

### 映画
- 40オトコの恋愛事情 Dan in Real Life (2007)
- ティモシーの小さな奇跡 The Odd Life of Timothy Green (2012)
- Against the Wild (2014)
- GODZILLA ゴジラ Godzilla (2014) - フォード・ブロディ（少年期）役[1]
- The Tree House (2015)

### テレビドラマ
- シカゴ・ファイアー Chicago Fire (2013, 2014)